# Noël Vandernotte
Noël Vandernotte (født 25. december 1923 i Anglet, Frankrig, død 19. juni 2020 i Beaucaire) var en fransk roer og dobbelt olympisk medaljevinder, søn af Fernand Vandernotte.
Vandernotte vandt to medaljer ved OL 1936 i Berlin. Han var styrmand i både franskmændenes firer med styrmand (hvor hans far Fernand og onkel Marcel Vandernotte var blandt roerne) og toer med styrmand, der begge sikrede sig en bronzemedalje. De to finaler blev roet samme dag. Han var kun 12 år gammel, da han vandt de to medaljer, og det var den eneste udgave af OL, han deltog i.

## OL-medaljer
- 1936:  Bronze i toer med styrmand
- 1936:  Bronze i firer med styrmand